# Brettenham (Norfolk)
Pour l’article homonyme, voir Brettenham.
Brettenham est une paroisse civile et un village du Norfolk, en Angleterre.